# Кастрільйо-Мота-де-Худіос
Кастрільйо-Мота-де-Худіос (ісп. Castrillo Mota de Judíos) — муніципалітет в Іспанії, у складі автономної спільноти Кастилія-і-Леон, у провінції Бургос. Населення — 66 осіб (2010).
Муніципалітет розташований на відстані близько 210 км на північ від Мадрида, 39 км на захід від Бургоса.

## Демографія
Динаміка населення (INE ):